# Girolamo Vittori
Girolamo Vittori, lexicógrafo e hispanista italiano del siglo XVII.
Escribió un diccionario trilingüe, el Tesoro de las tres lenguas francesa, italiana y española (Ginebra: Philippe Albert & Alexandre Pernet, 1609) que toma bastante de las obras de los franceses César Oudin y Jean Nicot.